# Hans Ludwig Schläfer
Hans Ludwig Schläfer (* 5. Mai 1923 in Frankfurt am Main; † 22. August 1969 ebenda) war ein deutscher Chemiker (Theoretische Chemie, Komplexchemie). Er war Professor an der Goethe-Universität Frankfurt am Main.
Schläfer wurde 1950 in Frankfurt promoviert (Über die Lichtabsorption komplexer Ionen des dreiwertigen Titans) und habilitierte sich dort 1955. Er war in Frankfurt Mitarbeiter von Hermann Hartmann und wurde dort 1962 außerplanmäßiger, 1964 außerordentlicher und 1965 ordentlicher Professor.
1962 erhielt er den Preis für Chemie der Göttinger Akademie der Wissenschaften.

## Schriften
- Komplexbildung in Lösung. Methoden zur Bestimmung der Zusammensetzung und der Stabilitätskonstanten gelöster Komplexverbindungen. Springer Verlag 1961
- mit Günter Gliemann: Einführung in die Ligandenfeldtheorie. Akademische Verlagsgesellschaft 1967